# 斎藤定易
斎藤 定易（さいとう さだやす、明暦3年2月29日〈1657年4月12日〉 - 延享元年8月17日〈1744年9月23日〉）は、江戸時代前期からから中期の武士、馬術家。馬術の大坪流から大坪本流を開いた。通称は主税。号は春生軒、青人。

## 人物
江戸で福岡藩士の子として生まれる。大坪流の8代・斎藤求馬助辰光の弟子となり、大坪流の奥義を究めた。
李氏朝鮮より伝わった曲馬術を見て、その乗馭法の長所を取り入れ、馬に関する諸術を総括し、五馭の法を唱えた。これを大坪本流と称してその普及に努めた。墓所は渋谷区の宝泉寺。

## 著書
- 『武馬見笑集』
- 『武馬必用』
- 『馭馬大元記』

等著作や伝書多数